# 31 maggio
Il 31 maggio è il 151º giorno del calendario gregoriano (il 152º negli anni bisestili). Mancano 214 giorni alla fine dell'anno.

## Eventi
- 1278 a.C. – Ramses II è incoronato faraone;
- 1101 – Conquista di Cesarea da parte dei crociati;
- 1578 – Martin Frobisher salpa da Harwich, Inghilterra, con destinazione Frobisher Bay, per estrarre pirite ferrosa che viene usata per pavimentare le strade di Londra;
- 1646 – Un terremoto nel Gargano provoca centinaia di vittime;
- 1678 – A Coventry si svolge la prima commemorazione della leggendaria cavalcata di Lady Godiva;
- 1740 – Federico II Hohenzollern è incoronato re di Prussia, dopo la morte del padre Federico Guglielmo I;
- 1759 – La provincia di Pennsylvania vieta tutte le produzioni teatrali;
- 1790 – Manuel Quimper esplora lo Stretto di Juan de Fuca;
- 1860 – Spedizione dei Mille: la popolazione di Catania, guidata da Giuseppe Poulet, insorge contro le truppe borboniche del generale Tommaso Clary; nonostante la repressione della rivolta dopo sette ore di aspri scontri, le truppe napoletane si ritireranno nei giorni seguenti dalla città;
- 1864 – Guerra di secessione americana: inizia la battaglia di Cold Harbor;
- 1866 – Nell'invasione canadese dei Fenian, John O'Neill guida 800 banditi del Fenian attraverso il fiume Niagara a Buffalo/Fort Erie, come parte di un tentativo di liberare l'Irlanda dai britannici;
- 1884 – John Harvey Kellogg brevetta i corn flakes;
- 1902 – Seconda guerra boera: le ultime forze di resistenza degli Afrikaner firmano un trattato di pace con il Regno Unito a Pretoria, mettendo fine alla guerra e assicurando il controllo britannico sul Sudafrica;
- 1910 – Fondazione dell'Unione del Sud Africa;
- 1911 – A Belfast viene varato il transatlantico RMS Titanic;
- 1913 – Viene ratificato il XVII emendamento della Costituzione degli Stati Uniti d'America che autorizza l'elezione diretta dei senatori;
- 1916 – Prima guerra mondiale: battaglia dello Jutland;
- 1924 – L'Unione Sovietica firma un accordo con il governo di Pechino, nel quale si definisce la Mongolia Esterna come «parte integrante della Repubblica di Cina», la cui sovranità l'Unione Sovietica promette di rispettare;
- 1938 – Durante un'orazione notturna nell'Istituto delle Figlie dell'Immacolata Concezione di Buenos Aires a Milano, la suora Maria Pierina De Micheli ha una visione mistica della Madonna che le mostra la Medaglia del Volto Santo[1];
- 1942 – La Luftwaffe bombarda Coventry, Inghilterra;
- 1952 – Dwight Eisenhower si ritira dal servizio attivo nell'esercito statunitense;
- 1961 – Istituzione della Repubblica del Sud Africa;
- 1962
  - Si dissolve la Federazione delle Indie Occidentali;
  - A Voghera un treno merci proveniente da Milano non rispetta un semaforo rosso e piomba su un treno carico di passeggeri diretto in Liguria che sostava sul terzo binario, causando 63 vittime;
  - Il criminale nazista Adolf Eichmann viene giustiziato in una prigione a Ramla, in Israele;
- 1970 – Un forte terremoto colpisce il Perù provocando 70000 vittime;
- 1972 – Strage di Peteano: una pattuglia di Carabinieri accorre a ispezionare un'automobile sospetta a Peteano, località del comune di Sagrado (GO), ma si rivela essere un'autobomba che causa tre vittime;
- 1974 – Siria e Israele firmano un accordo di disimpegno che risolve la guerra del Kippur;
- 1977 – Viene completata la Trans-Alaska Pipeline System;
- 1997 – Viene inaugurato il Confederation Bridge;
- 1998 – La cantante britannica Geri Halliwell lascia il gruppo vocale Spice Girls all'apice della loro fama per intraprendere la carriera solista[2]; successivamente tornerà sui suoi passi pentendosi della sua scelta e riunendosi al gruppo[3];
- 2005 – William Mark Felt rivela, dopo decenni di segretezza, di essere la "gola profonda" dello Scandalo Watergate;
- 2009 – La Lega Italiana per la Lotta ai Tumori organizza la giornata contro i tumori provocati dal fumo;
- 2010 – L'assalto israeliano a sei navi-aiuti dirette a Gaza causa più di 10 morti;
- 2018 – In Italia Giuseppe Conte ottiene l'incarico di formare un nuovo governo da Sergio Mattarella e propone la lista dei ministri il giorno stesso al presidente della Repubblica.

## Nati
Ci sono circa 1 120 voci su persone nate il 31 maggio; vedi la pagina Nati il 31 maggio per un elenco descrittivo o la categoria Nati il 31 maggio per un indice alfabetico.

## Morti
Ci sono circa 460 voci su persone morte il 31 maggio; vedi la pagina Morti il 31 maggio per un elenco descrittivo o la categoria Morti il 31 maggio per un indice alfabetico.

## Feste e ricorrenze

### Civili
Internazionali:
- Giornata mondiale senza tabacco[4][5]
- Festa dei fratelli (Europa)
- Italia: Giornata nazionale del sollievo

### Religiose
Cristianesimo:
- Visitazione della Beata Vergine Maria
- Santa Camilla Battista da Varano, clarissa
- Santi Canzio, Canziano e Canzianilla, martiri
- San Crescenziano martire di Torres
- Sant'Ermia di Comana, martire
- San Felice di Nicosia, cappuccino
- San Filosofo di San Pietroburgo, martire (Chiese di rito orientale)
- San Noè Mawaggali, martire
- Santa Petronilla, martire
- San Silvio di Tolosa, vescovo
- San Vitale d'Assisi, monaco eremita
- Beato Giacomo Salomoni, domenicano
- Beato Giacomo Zhou Wen-mo, sacerdote e martire
- Beato Mariano da Roccacasale, francescano
- Beato Nicolas Barré, religioso
- Beati Roberto Thorpe e Tommaso Watkinson, martiri